# الثورات الشعبية في أوروبا خلال العصور الوسطى المتأخرة

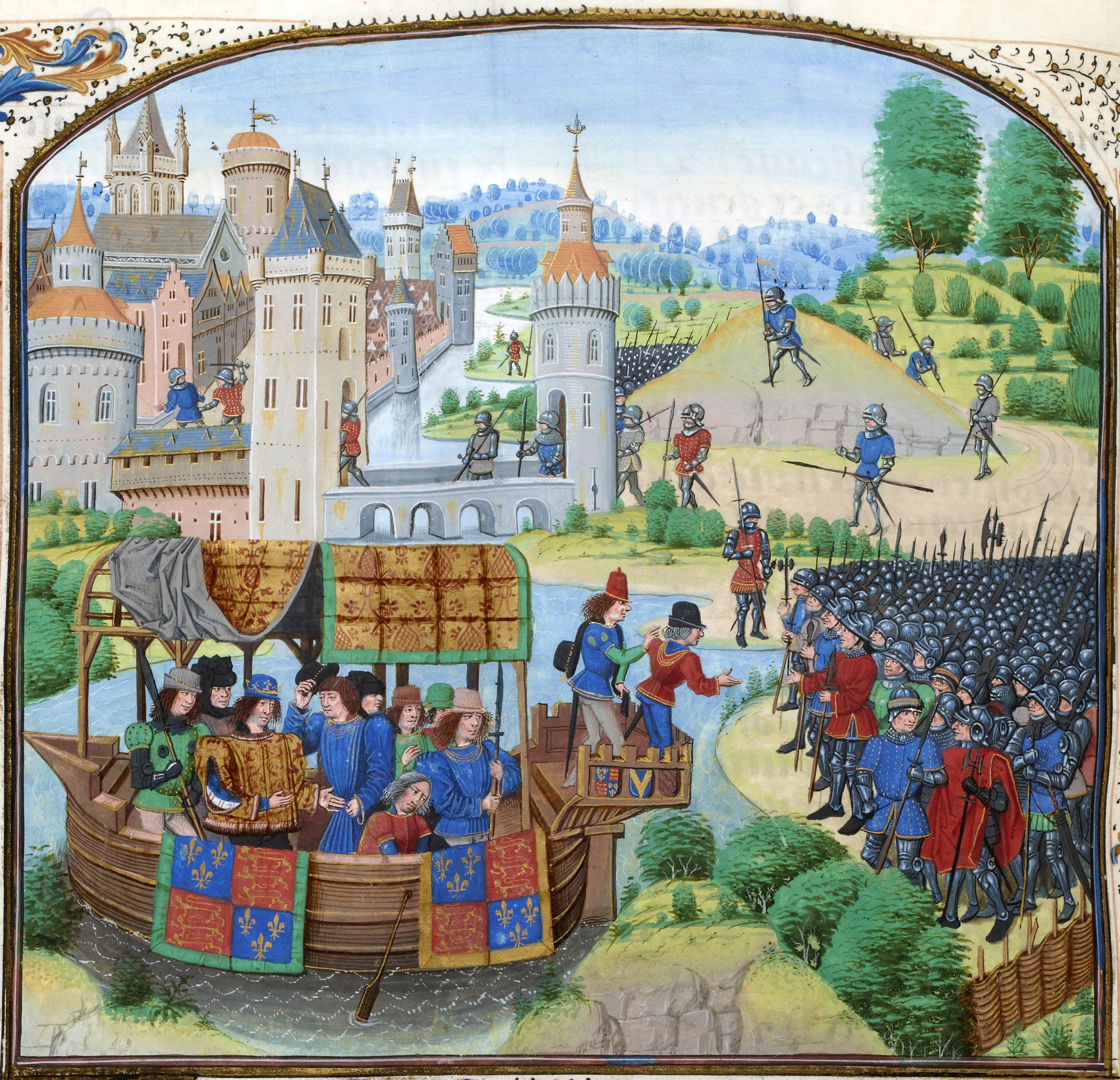

الثورات الشعبية في أوروبا خلال العصور الوسطى المتأخرة هي انتفاضات وتمردات قادها (عادة) القرويون في الأرياف، أو البرجوازيون في البلدات، ضد النبلاء والآباء (رؤساء الأديرة) والملوك خلال الاضطرابات التي حلّت بأوروبا في القرن الرابع عشر وأوائل القرن السادس عشر، وهي جزء من «أزمة أواخر العصور الوسطى» الأكبر. تُعرف هذه الثورات عادة بثورات القوريين، وجرت ظاهرة الثورات والتمردات الشعبية على نطاق واسع ولم تقتصر على القرويين. في أوروبا الوسطى ومنطقة البلقان، عبّرت تلك الثورات عن انشقاق اجتماعي وسياسي، بل ساهمت في حدوث هذا الانشقاق، ما مهد الطريق أمام الإمبراطورية العثمانية للتوسع في أوروبا.

## خلفية تاريخية
قبل القرن الرابع عشر، كانت الانتفاضات الشعبية (مثل انتفاضات الفلاحين ضد اللوردات السيئين في قصورهم الكبيرة)، تجري على نطاق محلي. لكن الوضع تغير في القرنين الرابع عشر والخامس عشر عندما أدى الضغط المتزايد على الطبقات الفقيرة إلى حركات ضخمة من الانتفاضات الشعبية في كامل أوروبا. فشهدت ألمانيا بين عامي 1336 و1525 ما لا يقل عن 60 حادثة من الاضطرابات القروية المسلحة على سبيل المثال.
عبّرت معظم تلك التمردات عن رغبة الطبقة الدنيا من المجتمع في مشاركة الأغنياء والأكثر حظًا من أفراد المجتمع بالثروة والمكانة الاجتماعية والعافية والرفاهية. في النهاية، هُزم أولئك القرويون بشكل شبه دائم على يد النبلاء. برز اتجاه جديد في أوروبا ربط بين «القروي» والتصورات الازدرائية، فالقروي إنسان منفصل، وعرضةً للنظرة السلبية من طرف أصحاب المال والمكانة الاجتماعية. فبرز إثر ذلك نظام طبقي اجتماعي جديد كليًا مقارنة بالنظام الاجتماعي في أوقات سابقة، والذي قام على ثلاث مراتب اجتماعية، العاملون وأفراد الكنيسة والمحاربون، واعتُبر القروي حينها قريبًا من الله، مثل أي فرد من أفراد المراتب الاجتماعية الثلاث.

## الأسباب
الأسباب الرئيسة وراء تلك الانتفاضات الكبرى هي تزايد الفجوة بين الأغنياء والفقراء، وضعف مدخول الفقراء، وازدياد التضخم وارتفاع الضرائب، وأزمات المجاعة والأوبئة والحرب والثورات الدينية.
تفاقمت الفجوة بين الأغنياء والفقراء بشكل حاد، وبالإمكان تتبع أصول هذا التغير بالعودة إلى القرن الثاني عشر وبروز مبادئ النبل والحب النبيل والمروءة والكياسة والخطاب والحميات الغذائية والتعليم –والتي أصبحت جميعها جزءًا من طبقة النبلاء، وجعلتهم مختلفين عن الآخرين. بحلول القرن الرابع عشر، أصبح النبلاء حقًا مختلفين جدًا في سلوكهم ومظهرهم وقيمهم عن أولئك الذين اعتبروا «في الأسفل».
لكن النبلاء واجهوا أزمة المردود المتدني. بحلول عام 1285، استفحل التضخم الاقتصادي (والضغوط السكانية إحدى الأسباب) وطالب بعض النبلاء بدفع إيجار قائمٍ على أسعار ثابتة وعُرفية، بناءً على النظام الإقطاعي، فحتى لو ارتفعت أسعار البضائع والخدمات جراء التضخم، سيبقى مدخول أولئك النبلاء ثابتًا، بينما كان مدخولهم ينخفض عمليًا. وفوق ذلك، اعتاد النبلاء على المزيد من مظاهر الحياة الفاخرة التي تطلبت بدورها المزيد من المال. ولحلّ هذه المشكلة، رفع البنلاء أسعار الإيجار بشكل غير قانوني، ومارسوا الغش والسرقة ولجؤوا في بعض الأحيان إلى العنف للحفاظ على أسلوب حياتهم الفاخر.
لجأ الملوك الذين احتاجوا المزيد من المال لتمويل حروبهم إلى خفض قيمة العملة عن طريق قص القطع الذهبية والفضية بمعادن ثمينة ذات قيمة منخفضة، ما أدى إلى تزايد التضخم، وفي نهاية المطاف، ازدياد معدل الضرائب.
وضعت أزمات القرن الرابع عشر، كالمجاعة والوباء والحرب، المزيد من الضغوط على الطبقات الدنيا من المجتمع. فقلّص وباء الموت الأسود عدد السكان الذين عملوا لإنتاج الثروة.
وفي النهاية، وفوق كل تلك الأزمات، برزت النظرة الآيديولوجية الشائعة حينها أن الأملاك والثروة وعدم العدالة هي أمور تتعارض مع تعاليم الله، مثلما جاء في تعاليم الرهبنة الفرنسيسكانية.